# Argia medullaris
Argia medullaris – gatunek ważki z rodziny łątkowatych (Coenagrionidae). Występuje w Ameryce Centralnej i północno-zachodniej części Ameryki Południowej – od Gwatemali na południe po Peru i na wschód po Wenezuelę.